# Michele Riondino
Pour les articles homonymes, voir Riondino.
Michele Riondino est un acteur italien né le 14 mars 1979 à Tarente.

## Biographie
En 2012, il joue le rôle du commissaire Salvo Montalbano dans la série télévisée Montalbano, les premières enquêtes (Il giovane Montalbano), rôle qu'il retrouve en 2015 lors du tournage de la seconde saison.
Lors de la Mostra de Venise 2018, il anime les cérémonies d'ouverture et de clôture.

## Filmographie sélective

### Cinéma
- 2003 : Uomini & donne, amori & bugie de Eleonora Giorgi : Emanuele
- 2008 : Il passato è una terra straniera de Daniele Vicari : Francesco
- 2008 : Principessa de Giorgio Arcelli : Pietro
- 2009 : Fortapàsc de Marco Risi : Rico
- 2009 : Dix hivers à Venise (Dieci inverni) de Valerio Mieli : Silvestro
- 2009 : Marpiccolo de Alessandro Di Robilant : Tonio
- 2010 : Noi credevamo de Mario Martone : Saverio
- 2010 : Henry de Alessandro Piva : Gianni
- 2011 : Qualche nuvola de Saverio Di Biagio : Don Franco
- 2011 : Gli sfiorati de Matteo Rovere : Damiano
- 2012 : D'acier (Acciaio) de Stefano Mordini : Alessio
- 2012 : La Belle Endormie (Bella addormentata) de Marco Bellocchio : Roberto
- 2014 : Leopardi : Il giovane favoloso (Il giovane favoloso) de Mario Martone : Antonio Ranieri
- 2015 : Contes Italiens (Maraviglioso Boccaccio) des frères Taviani : Guiscardo
- 2016 : Senza lasciare traccia de Gianclaudio Cappai : Bruno
- 2016 : L'Affranchie (La Ragazza del mondo) de Marco Danieli : Libero
- 2017 : Falchi de Toni D'Angelo : Francesco
- 2017 : Diva! de Francesco Patierno : Giorgio Strehler
- 2017 : Restiamo amici de Antonello Grimaldi
- 2019 : Un'avventura de Marco Danieli
- 2021 : I nostri fantasmi de Alessandro Capitani
- 2023 : Palazzina Laf (également metteur en scène)
- 2023 : I leoni di Sicilia
- 2024 : Jour de colère de Jean-Luc Herbulot : Cesar

### Télévision
- 2001 : Compagni di scuola de Tiziana Aristarco et Claudio Norza (série télé)
- 2002 : Les Destins du cœur de Alessandro Cane et Leandro Castellani (série télé)
- 2003-2005 : Giovanna, commissaire (Distretto di polizia) de Monica Vullo et Riccardo Mosca (série télé) : Daniele
- 2006 : La freccia nera de Fabrizio Costa (mini-série) : Tazio
- 2011 : Il segreto dell'acqua de Renato De Maria : Blasco Santocastro
- 2012-2015 : Montalbano, les premières enquêtes (Il giovane Montalbano) de Gianluca Maria Tavarelli (série télé) : Salvo Montalbano
- 2015 : Pietro Mennea - La freccia del Sud de Ricky Tognazzi : Pietro Mennea
- 2018 : La mossa del cavallo - C'era una volta Vigata de Gianluca Maria Tavarelli (téléfilm) : Giovanni Bovara
- 2024 : Le Comte de Monte-Cristo de Bille August

## Distinctions
- Berlinale 2010 : Shooting Stars de la Berlinale[1].
- David di Donatello 2024 : Meilleur acteur pour Palazzina Laf